# خوان سوتو مورا
خوان سوتو مورا (بالإسبانية: Juan Soto Mura)‏ هو لاعب كرة قدم ومدرب كرة قدم تشيلي في مركز الهجوم، ولد في 27 أبريل 1937 في سانتياغو في تشيلي، وتوفي بنفس المكان في 11 ديسمبر 2014. شارك مع منتخب تشيلي لكرة القدم. أما مع النوادي، فقد لعب مع أوداكس إيتاليانو وكولو-كولو.